# Hacıbaba, Gediz
Hacıbaba là một xã thuộc huyện Gediz, tỉnh Kütahya, Thổ Nhĩ Kỳ. Dân số thời điểm năm 2008 là 125 người.